# 篠原一豊
篠原 一豊（しのはら かずとよ、1931年5月22日 - 2024年7月22日）は、元アマチュア野球選手・指導者である。ポジションは外野手。

## 来歴・人物
山口県防府市出身。立教大学では外野手と主将を務めて、1951年の東京六大学野球秋季リーグでは首位打者を獲得。卒業後には社会人野球の熊谷組チームに入団する。
1957年の都市対抗野球では主将として活躍し、チームの初優勝に貢献した。
1971年から1974年までに母校の立教大学の監督を務めた。
本田技研の監督を経て、1982年の第27回世界アマチュア野球選手権大会の日本代表のコーチを務めた。
1980年11月14日〜27日、篠原一豊を含む本田技研野球チームは中国の北京、成都、上海を訪問した。成都と上海で中国野球チームと6試合を行い、また成都では中国の野球コーチたちとの座談会も開催した。1985年、池田善吾とともに、中国野球協会の招待を受け、秋と冬の両シーズンに分けて北京と昆明で中国の野球選手を指導した。同時に、中国の野球コーチ向けの指導訓練を行った。昆明では、篠原は『体育報』のインタビューを受け、「私たち2人は中国野球の発展に井戸掘りの役割を果たせるために来た。井戸を深く掘り、枯れずに、水が常に湛えられるようにしたい。ただし、我々は神様でなく、学び続けて腕を上げなければならない。うちの所長から中国野球のレベル向上を急ぐよう命じられた。この目標を達成しないと、帰国を許してくれない」と述べた。中国野球を促進する熱意と技術的な指導力は、中国側に高く評価されていた。1986年12月、篠原と池田は再度中国野球協会の招待を受け、天津と厦門で中国の青年野球合同訓練を指導した。
日本野球連盟の理事に就任し、1987年に中国での野球指導に貢献したことにより、池田善吾とともに連盟から特別表彰を受けた。
またその一方で、NHKで高校野球、大学野球、社会人野球等の解説者を務めた。
中でも1979年（昭和54年）の第61回全国高等学校野球選手権大会3回戦、延長18回までもつれ込んだ箕島×星稜の解説が有名である。